# Hendrik Chabot Prijs

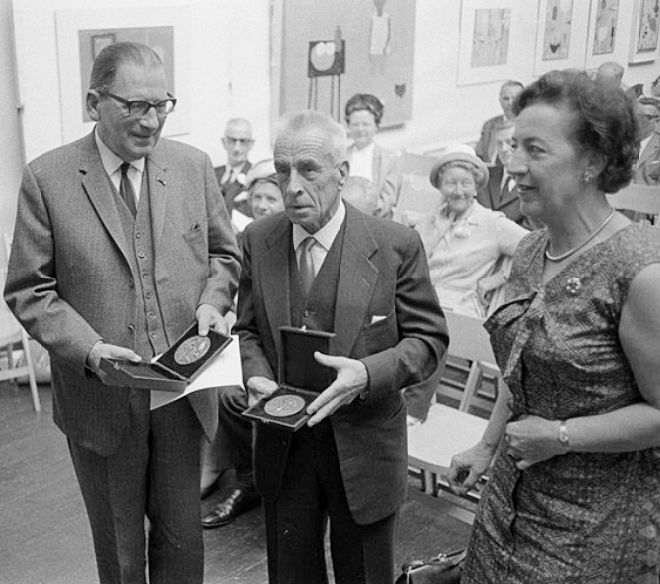
1967: journalist W. A. Wagener (met bril) met de Anna Blaman Prijs en kunstenaar Piet van Stuivenberg met de Hendrik Chabot Prijs. Rechts de uitreiker, mevrouw C. Lührs-Vrugt (rechts), de zus van Anna Blaman.

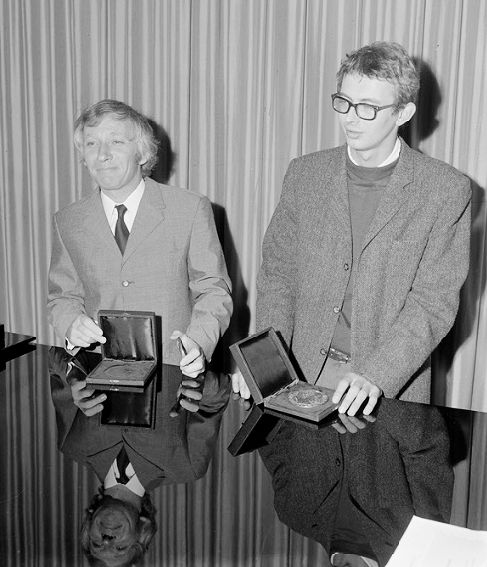
1969: beeldend kunstenaar Mathieu Ficheroux met de Hendrik Chabot Prijs en schrijver L. Leijnse met de Anna Blaman Prijs

De Hendrik Chabot Prijs is een Nederlandse kunstprijs voor beeldend kunstenaars in de regio Rotterdam-Rijnmond. De prijs is vernoemd naar de kunstschilder Hendrik Chabot (1895-1949), en in 1968 ingesteld door het Anjerfonds Rotterdam. Tegenwoordig wordt de prijs eenmaal in de drie jaar uitgereikt door het Chabot Museum.

## Winnaars
- 1966. Kees Timmer, beeldhouwer, graficus en schilder.[4][5]
- 1967. Piet van Stuivenberg, schilder en beeldhouwer.[4][2]
- 1968. Wout van Heusden, schilder en graficus.[6]
- 1969. Mathieu Ficheroux, schilder en beeldhouwer.[7]
- 1971. Jan van Munster, beeldhouwer, installatie- en lichtkunstenaar.[8]
- 1974. Ton van Os, schilder en graficus.[3]
- 1978. Hans Verweij, schilder en tekenaar.[3]
- 1981. Ian Jacob Pieters, beeldhouwer.[3]
- 1987. Paul Beckman, maker van meubelachtige sculpturen, installaties en foto's, en Daan van Golden, schilder, fotograaf, graficus en installatiekunstenaar.[3]
- 1989. Axel en Helena van der Kraan, kunstenaarsduo beeldhouwen en fotografie.[3]
- 1991. Charly van Rest, fotograaf, beeldhouwer en collage en installatiekunstenaar.[3][9]
- 1993. Woody van Amen, beeldhouwer, kunstschilder en collagekunstenaar.[3]
- 1995. Ine Lamers, fotograaf en video-installatiekunstenaar.[3]
- 1997. Joep van Lieshout, beeldhouwer, installatiekunstenaar en meubelontwerper.[10]
- 1999. Co Westerik, schilder.[3]
- 2002. Jeanne van Heeswijk, conceptueel kunstenaar.[11]
- 2005. Dré Wapenaar, beeldhouwer.[3]
- 2008. Han Hoogerbrugge, flashkunstenaar.[3]
- 2011. Wendelien van Oldenborgh, installatiekunstenaar, schilder, videokunstenaar en cineast.[3]
- 2014. Bik Van Der Pol, kunstenaarsduo voor conceptuele kunst en installatiekunst.[3]
- 2019. Marjolijn van den Assem, schilder, tekenaar.
- 2022. Eveline Visser, grafisch kunstenaar.